# HD 81101
Ne doit pas être confondu avec K Carinae (HR 4138).
k Carinae
Désignations
k Carinae, également désignée HD 81101 ou HR 3728, est une étoile géante de la constellation australe de la Carène. Elle est visible à l'œil nu avec une magnitude apparente de 4,81.

## Environnement stellaire
k Carinae présente une parallaxe annuelle de 14,52 ± 0,07 mas telle que mesurée par le satellite Gaia, ce qui permet d'en déduire qu'elle est distante de 68,89 ± 0,34 pc (∼225 al) de la Terre. Elle s'éloigne actuellement du Système solaire à une vitesse radiale de +51 km/s, après s'en être approchée jusqu'à une distance d'environ 6,71 pc (∼21,9 al) il y a quelque 1,4 million d'années. L'étoile est membre de la population du vieux disque.

## Propriétés
k Carinae est une étoile géante jaune de type spectral G6III, qui a épuisé les réserves en hydrogène qui étaient contenues dans son noyau. Elle est âgée d'environ deux milliards d'années et sa masse est 1,95 fois supérieure à celle du Soleil. Son rayon est devenu onze fois plus grand que le rayon solaire, sa luminosité est 65 fois supérieure à celle du Soleil et sa température de surface est de 4 908 K. Étant donné qu'elle est membre du vieux disque, la métallicité de l'étoile est largement inférieure à celle du Soleil.